# Grimalditeuthis bonplandi

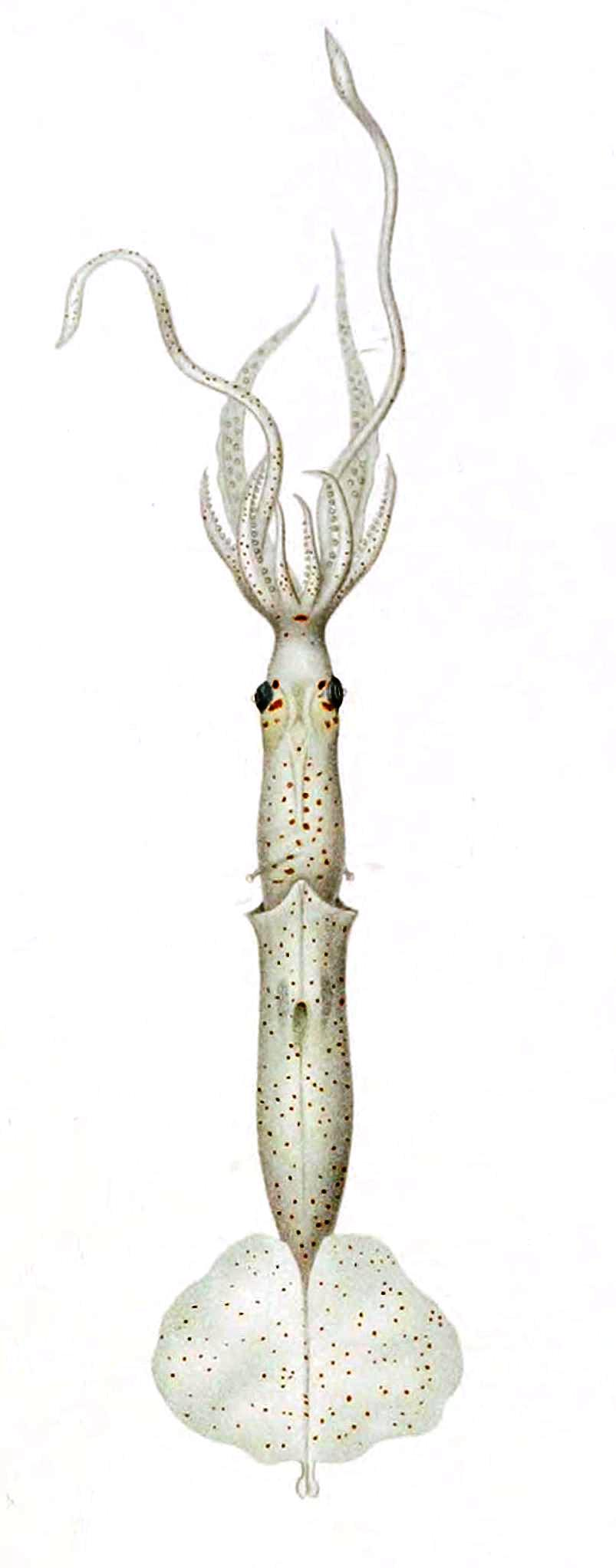
Młodociany osobnik Grimalditeuthis bonplandi, według ryciny Chuna (1910)

Grimalditeuthis bonplandi – gatunek kałamarnicy z rodziny Chiroteuthidae. Nazwa rodzajowa pochodzi od dynastii Grimaldich, panującej w Monako, nazwa gatunkowa honoruje francuskiego odkrywcę i przyrodnika Aimé Bonplanda.
Jest jedynym współcześnie żyjącym gatunkiem Coeloidea, u którego dorosłe osobniki mają dwie pary płetw. Cechę tę stwierdzono także u wymarłego, jurajskiego rodzaju Trachyteuthis. Dorosłe osobniki mają wydłużony kształt, posiadają niewiele rozproszonych chromatoforów i są niemal całkiem przezierne (przez ciało kałamarnicy można czytać tekst z umieszczonej pod nim kartki). Fotofory występują prawdopodobnie tylko na końcach ramion samic. Ciało jest galaretowate. Ramiona są niemal równej długości, są bardzo delikatne i zwykle ulegają uszkodzeniu po złowieniu. Dwa najdłuższe ramiona są na końcu rozszerzone, ale pozbawione przyssawek na końcu, a funkcja tych rozszerzeń jest niejasna. Obserwacje in situ sugerują, że fluorescencyjne zakończenia najdłuższych ramion służą za przynętę. U podstawy przyssawki znajdują się trzy stożkowate brodawki, co jest charakterystyczną cechą Grimalditeuthis. Narząd węchowy znajduje się bocznie od podstawy lejka.  Brak chrząstki głowowej. Lejek zrośnięty z płaszczem u dojrzałych osobników, podobnie jak u przedstawicieli rodziny Cranchiidae. Oczy położone po bokach głowy, są stosunkowo niewielkie (średnica 5,4 mm u osobnika o długości płaszcza 67 mm). Długość płaszcza maksymalnie wynosi 23 cm
Brak wiadomości o rozmnażaniu się Grimalditeuthis. Stadium młodociane (tzw. doratopsis) jest bardzo podobne u Grimalditeuthis i Chiroteuthis.
G. bonplandi jest gatunkiem rzadko spotykanym, ale szeroko rozpowszechnionym. Lokalizacja typowa to Północny Atlantyk, 29° N 39° W. Zasięg występowania obejmuje Ocean Atlantycki, w tym Cieśninę Florydzką i Zatokę Meksykańską oraz Ocean Spokojny, m.in. wybrzeża Catalina Island, Hawajów i Japonii. Im starsze i bardziej dojrzałe osobniki, tym większe głębokości zamieszkują. W Oceanie Atlantyckim osobniki o długości płaszcza 39–77 mm były łowione na głębokości 200–250 i 900–1020 m w dzień i 200–1500 m w nocy. Płaty czołowe mózgowi G. bonplandi są silnie wykształcone i stanowią 712% pozostałej objętości mózgowia. Podprzełykowa część mózgowia jest wydłużona, a płat skrzelowy (ang. branchial lobe) jest przesunięty daleko do tyłu. Nie zaobserwowano u tego gatunku aksonów olbrzymich, a zwój gwiaździsty jest słabo wykształcony i zredukowany do pojedynczej warstwy komórek. Gruczoły wzrokowe są dobrze wykształcone i bogato unaczynione.
Grimalditeuthis należy do kałamarnic, zwiększających pławność dzięki specjalnym tkankom o dużej koncentracji jonów amonowych.
Podobnie jak w przypadku innych głowonogów, budowa dziobów umożliwia identyfikację kałamarnic tego gatunku jako składnika diety wielu gatunków zwierząt. Na G. bonplandi polują m.in. tuńczyki, marliny, mieczniki, żaglony, żarłacze błękitne, albatrosy wędrowne, dziobogłowce północne, wale Cuviera, kaszaloty małe, delfiny pręgobokie.
Gatunek opisał pod nazwą  Loligopsis bonplandi w 1835 roku Jean Baptiste Vérany. Holotyp znajduje się przypuszczalnie w Muzeum Historii Naturalnej w Nicei. Loligopsis bonplandi do utworzonego przez siebie rodzaju Grimalditeuthis przeniósł Louis Joubin w 1898, opisując też na podstawie różnic w rozmieszczeniu fotoforów drugi gatunek rodzaju, G. richardi. Pfeffer i późniejsi autorzy uznali G. richardi za synonim G. bonplandi. Pfeiffer umieścił Grimalditeuthis w osobnej rodzinie Grimalditeuthidae, jednak obecnie zaliczany jest zazwyczaj do Chiroteuthidae. Postaci młodociane opisał pod nazwą Doratopsis sagitta Chun w 1910.